# Ronde van de Algarve 2022
De 48e editie van de wielerwedstrijd Ronde van de Algarve vond in 2022 plaats van 16 tot 20 februari in de Algarve, Portugal. De rittenwedstrijd, die deel uitmaakt van de UCI ProSeries 2022-kalender, startte in Portimão en eindigde op de Alto do Malhão. Titelverdediger was de Portugees João Rodrigues en hij werd opgevolgd door Belg Remco Evenepoel.

## Deelnemende ploegen
Er namen tien UCI World Tour-ploegen, vijf UCI ProTeams en tien continentale teams deel met elk met zeven renners wat het totaal op 169 deelnemers bracht.
| WorldTour | ProTeam                                                                                       | Continentaal |
| --- | --------------------------------------------------------------------------------------------- | --- |
| INEOS Grenadiers Astana Qazaqstan Team BORA-hansgrohe Cofidis Groupama-FDJ Intermarché-Wanty-Gobert Matériaux Jumbo-Visma Quick-Step Alpha Vinyl Team Trek-Segafredo UAE Team Emirates | Alpecin-Fenix Caja Rural-Seguros RGA Euskaltel-Euskadi Human Powered Health Team Arkéa Samsic | ABTF Betão-Feirense Atum general / Tavira / Maria Nova Hotel Aviludo-Louletano-Loulé Concelho Efapel Cycling Glassdrive Q8 Anicolor Kelly / Simoldes / UDO LA Alumínios / Credibom / Marcos Car Rádio Popular-Paredes-Boavista Tavfer-Mortágua-Ovos Matinados W52 / FC Porto |

## Etappe Overzicht
| Et. | Datum | Start                      | Finish         | Type                | Afstand  | Winnaar         | Klassementsleider |
| --- | ----- | -------------------------- | -------------- | ------------------- | -------- | --------------- | ----------------- |
| 1   | 16/2  | Portimão                   | Lagos          | Heuvelrit           | 199,1 km | Fabio Jakobsen  | Fabio Jakobsen    |
| 2   | 17/2  | Albufeira                  | Alto da Fóia   | Bergrit             | 182,4 km | David Gaudu     | David Gaudu       |
| 3   | 18/2  | Almodôvar                  | Faro           | Heuvelrit           | 211,4 km | Fabio Jakobsen  | David Gaudu       |
| 4   | 19/2  | Vila Real de Santo António | Tavira         | Individuele tijdrit | 32,2 km  | Remco Evenepoel | Remco Evenepoel   |
| 5   | 20/2  | Lagoa                      | Alto do Malhão | Heuvelrit           | 173 km   | Sergio Higuita  | Remco Evenepoel   |

## Klassementsleiders
| Etappe      | Winnaar         | Algemeen        | Punten         | Berg        | Jongeren        | Ploegen                     |
| 1           | Fabio Jakobsen  | Fabio Jakobsen  | Fabio Jakobsen | João Matias | Remco Evenepoel | Quick-Step Alpha Vinyl Team |
| 2           | David Gaudu     | David Gaudu     | Fabio Jakobsen | David Gaudu | Remco Evenepoel | INEOS Grenadiers            |
| 3           | Fabio Jakobsen  | David Gaudu     | Fabio Jakobsen | João Matias | Remco Evenepoel | INEOS Grenadiers            |
| 4           | Remco Evenepoel | Remco Evenepoel | Fabio Jakobsen | João Matias | Remco Evenepoel | INEOS Grenadiers            |
| 5           | Sergio Higuita  | Remco Evenepoel | Fabio Jakobsen | João Matias | Remco Evenepoel | INEOS Grenadiers            |
| Eindstanden | Eindstanden     | Remco Evenepoel | Fabio Jakobsen | João Matias | Remco Evenepoel | INEOS Grenadiers            |

1960 · 1961 · 1962-1976 · 1977 · 1978 · 1979 · 1980 · 1981 · 1982 · 1983 · 1984 · 1985 · 1986 · 1987 · 1988 · 1989 · 1990 · 1991 · 1992 · 1993 · 1994 · 1995 · 1996 · 1997 · 1998 · 1999 · 2000 · 2001 · 2002 · 2003 · 2004 · 2005 · 2006 · 2007 · 2008 · 2009 · 2010 · 2011 · 2012 · 2013 · 2014 · 2015 · 2016 · 2017 · 2018 · 2019 · 2020 · 2021 · 2022 · 2023 · 2024 · 2025